# Galeodes fatalis
Espèce
Synonymes
- Solpuga fatalis Lichtenstein, 1796
- Galeodes vorax Hutton, 1842
- Galeodes bengalensis Butler, 1873

Galeodes fatalis est une espèce de solifuges de la famille des Galeodidae.

## Distribution
Cette espèce se rencontre en Inde, au Bangladesh et en Afghanistan.

## Description
Le mâle décrit par Roewer en 1934 mesure 35 mm et la femelle 54 mm.

## Publication originale
- Lichtenstein, 1796 : Catalogus musei zoologici ditissimi Hamburgi d. III. Februar 1796. Auctionis lege distrahendi. Sectio tertia contines Insecta. Hamburg: Gottlieb Friedrich Schniebes. p. 1-224.